# Silambam
Silambam er en tamilsk kampkunst med stok, der har rødder tilbage i 1. og 2. århundrede. Der er desuden fælles rødder med Kalarippayattu. Oprindelsen ligger i staten Tamil Nadu i den sydlige del af Indien. Andre våben bruges også – som den korte personale (sediment Kuchi eller muchchaan), hjortehorn (maduvu), kniv (kathi), sværd (Vaal) stick (kali eller Kaji), dolk (kuttuval eller katar), skank duster (Kuttu Katai), pisk savuku (Tamil: சவுக்கு), og pisk med flere fleksible lange metalliske vinger fastgjort sammen (Sürül pattai).
Silam betyder "bjerg" på tamilsk, og bam står for bambus.
Silambam dyrkes i dag som sport. Stokken består af en 1,7 m fleksibel bambusstav. Stokkevalg er bedst Calamus manan og calamus Scipionum. Det gælder om at ramme/markere på modstanderen flest gange. Sporten er udbredt uden for Indien.